# San Alfonso del Mar

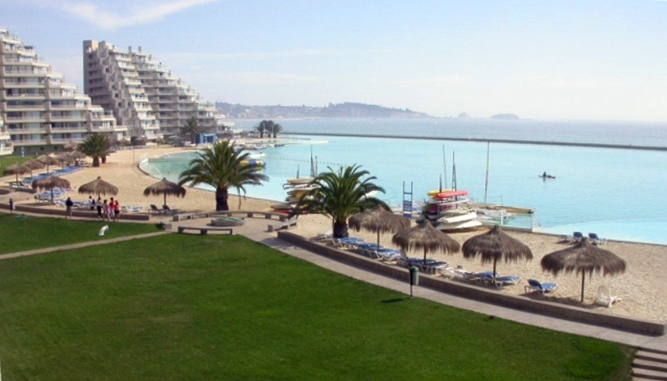
San Alfonso del Mar

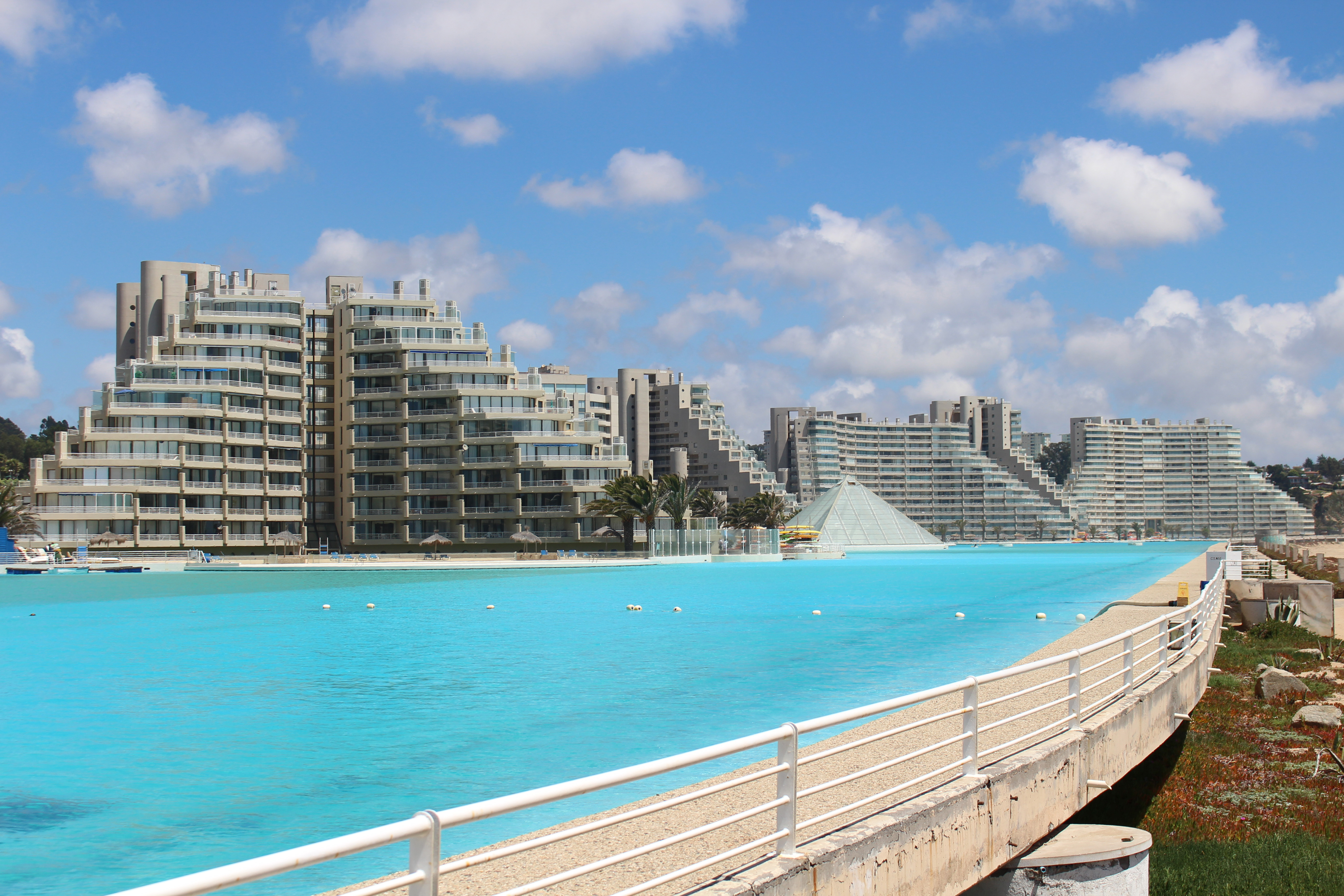
San Alfonso del Mar

San Alfonso del Mar ist ein in Algarrobo (Chile) direkt an der Pazifikküste etwa 100 km westlich der Hauptstadt Santiago gelegenes Resort. Es wurde im Dezember 2006 fertiggestellt. Weltweite Aufmerksamkeit erfuhr die Anlage, nachdem ihr das Guinness-Buch der Rekorde den Weltrekord als größter Swimmingpool zuerkannt hatte.

## Schwimmbecken und Resorts
Das San Alfonso Schwimmbecken ist 1013 Meter lang und an der tiefsten Stelle 3,5 Meter tief. Es bedeckt eine Fläche von 7,7 Hektar und fasst 250.000 m³ (250 Millionen Liter) Salzwasser. Um den Bedarf an chemischen Mitteln gering zu halten, werden täglich 800.000 Liter frisches Meerwasser aus dem Pazifik in das Becken gepumpt, gefiltert und wieder abgeführt. Die direkt am Schwimmbecken gelegenen Hotels bieten darin u. a. die Möglichkeit für Wassersport wie Schwimmen, Kajakfahren oder Windsurfen.

## Bau und Entwicklung
Die Kosten allein zum Bau der Filteranlage wurden auf 3,5 Millionen US-Dollar (2,8 Millionen Euro) geschätzt. Schätzungen zu den Gesamtkosten der Poolanlage gehen von 1,1 bis 2 Milliarden US-Dollar für den Bau und jährlichen Wartungskosten von 4 Millionen US-Dollar aus.